# Sonate K. 548
La sonate K. 548 (L.404) en ut majeur est une œuvre pour clavier du compositeur italien Domenico Scarlatti.

## Présentation
La sonate K. 548 en ut majeur, notée Allegretto, forme une paire avec la sonate suivante. Contrairement à l'usage général, la première est rythmée et la seconde aux allures de toccata la suit, alors que le genre sert souvent de prélude. La sonate K. 548, comme sa consœur, présente de nombreuses idées musicales répétées avec insistance, alors que la forme repose sur une variété de transpositions et modulations. À la mesure 22, une mélodie syncopée caractéristique évoque le flamenco, apportant un élément exotique. Plus loin (mesures 30‑33), figurent les dissonances plus dures et les plus marquantes qui sonnent comme des clusters, où la mélodie marche contre l'évolution de l'harmonie. Scarlatti résorbe la tension dans la cellule suivante par des sixtes diatoniques à la main droite et des octaves à la basse.

## Manuscrits
Le manuscrit principal est Parme XV 35 (1757) ; les autres sont Münster I 83 et Vienne D 33.

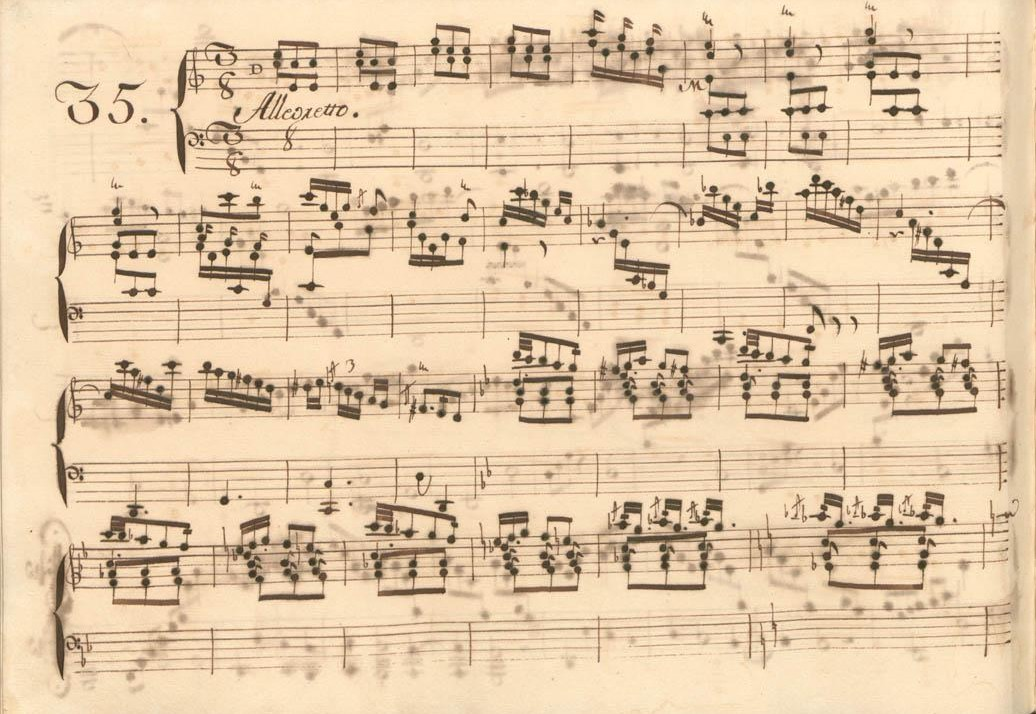
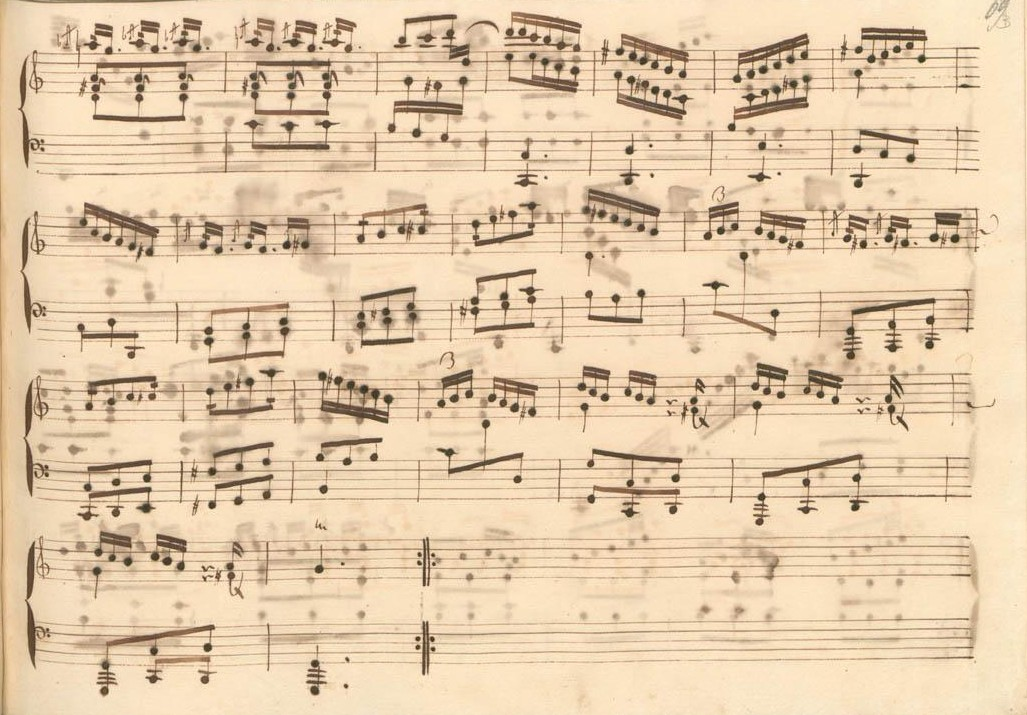
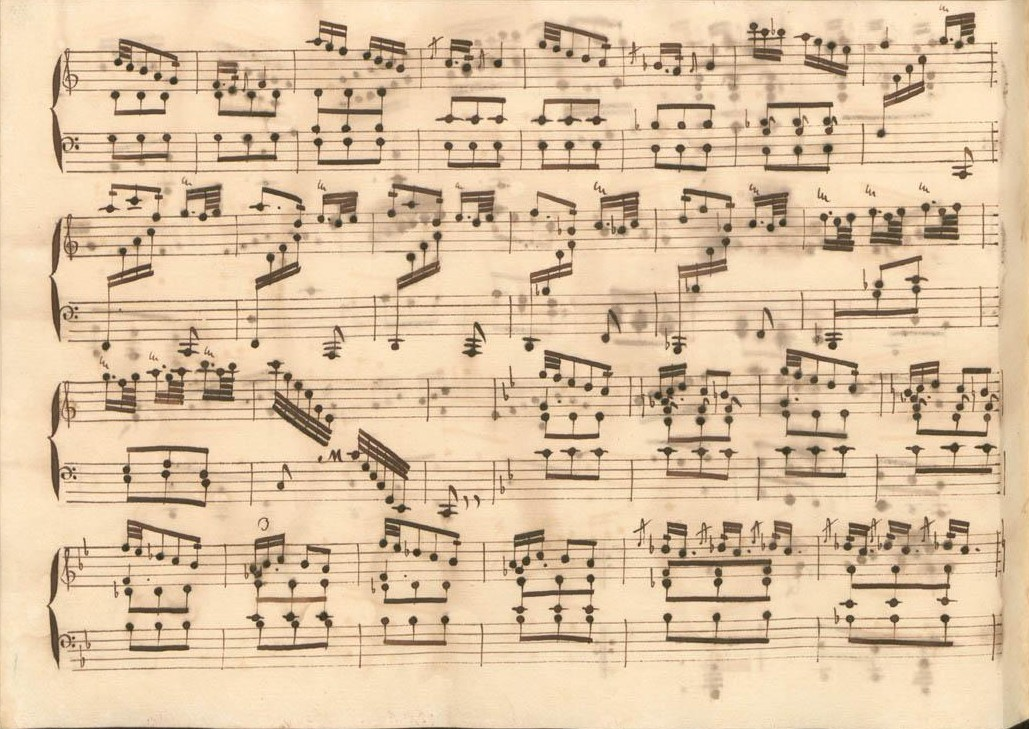
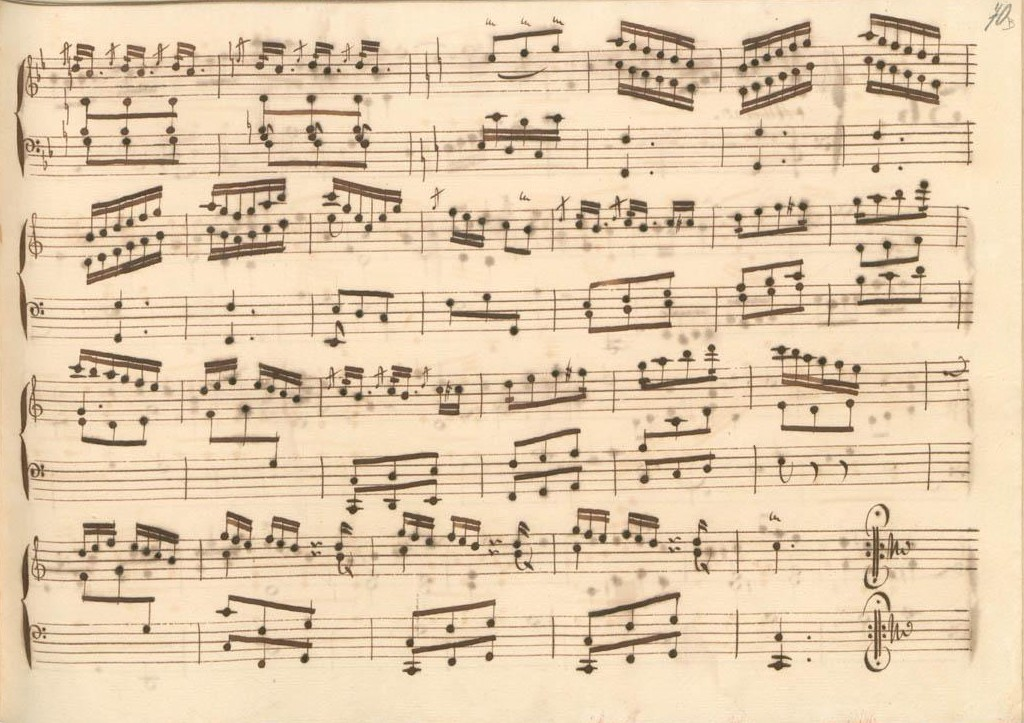

## Interprètes
La sonate K. 548 est défendue au piano notamment par Benjamin Frith (1999, Naxos, vol. 5) et Linda Nicholson (2004, Capriccio) ; au clavecin par Scott Ross (1985, Erato), Pieter-Jan Belder (Brilliant Classics, vol. 12), Richard Lester (2005, Nimbus, vol. 7) et Frédérick Haas (2016, Hitasura).

## Sources
: document utilisé comme source pour la rédaction de cet article.
- Ralph Kirkpatrick (trad. de l'anglais par Dennis Collins), Domenico Scarlatti, Paris, Lattès, coll. « Musique et Musiciens », 1982 (1re éd. 1953 (en)), 493 p. (ISBN 978-2-7096-0118-4, OCLC 954954205, BNF 34689181).
- Alain de Chambure, « Domenico Scarlatti : Intégrale des sonates — Scott Ross », Erato (2564-62092-2), 1985 (OCLC 891183737) .
- (en) W. Dean Sutcliffe, The Keyboard Sonatas of Domenico Scarlatti and Eighteenth-Century Musical Style, Cambridge / New York, Cambridge University Press, 2008, xi-400 (ISBN 978-0-521-07122-2, OCLC 1005658462, BNF 42017486).